# Grigore Pintea

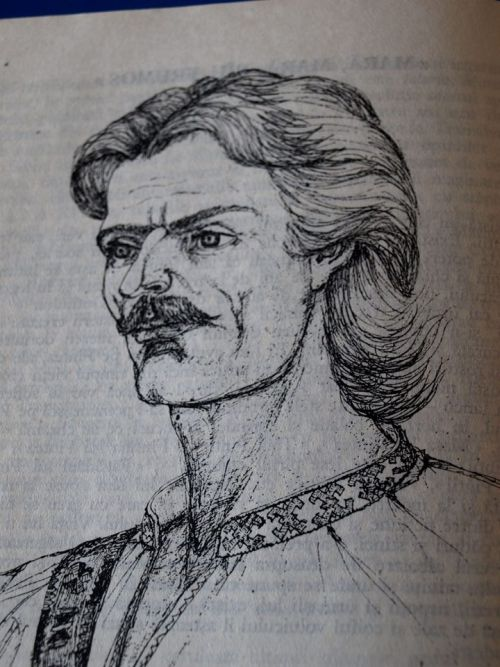
Grigore Pintea

Grigore Pintea (auch Pintea Viteazul; * 1670 in Măgoaja, Siebenbürgen, heute Cluj, Rumänien; † 14. August 1703 in Frauenbach) war ein rumänischstämmiger Hajdukenführer kleinadeliger Herkunft. 
Zur damaligen Zeit gehörte das Fürstentum Siebenbürgen zum ungarischen Königreich. Nach der Vertreibung der Türken war das Land von österreichischen Truppen besetzt worden. Pintea nahm teil an der siebenbürgischen kuruzer Unabhängigkeitsbewegung unter dem ungarischen Fürsten Franz II. Rákóczi. Dabei gelang es ihm, die Stadt Baia Mare (deutsch: Frauenbach) als einen wichtigen Versorgungsposten mit seinen um die 200 Männer (Haiducken) für den Fürsten einzunehmen. 
Besonders beliebt war (und ist) er beim einfachen Landvolk, damals wohl in der Mehrheit rumänischer Leibeigener, wegen seiner Robin Hood ähnlichen Taten. So wird in vielen Liedern und Geschichten erzählt, dass er das Geld den Reichen stahl um es den Armen zu geben.
Um seinen Tod ranken sich viele Legenden. Nach den geschichtlichen Zeugnissen ist er am 14. August 1703 in Frauenbach von österreichischen Truppen hingerichtet worden.
| Personendaten    | Personendaten                               |
| ---------------- | ------------------------------------------- |
| NAME             | Pintea, Grigore                             |
| ALTERNATIVNAMEN  | Viteazul, Pintea                            |
| KURZBESCHREIBUNG | rumänischer Hajduk                          |
| GEBURTSDATUM     | 1670                                        |
| GEBURTSORT       | Măgoaja, Siebenbürgen, heute Cluj, Rumänien |
| STERBEDATUM      | 14. August 1703                             |
| STERBEORT        | Frauenbach                                  |